# Atalantia retusa
Atalantia retusa är en vinruteväxtart som beskrevs av Merrill. Atalantia retusa ingår i släktet Atalantia och familjen vinruteväxter. Inga underarter finns listade i Catalogue of Life.